# Dreifaltigkeitskirche (Krakau-Kazimierz)

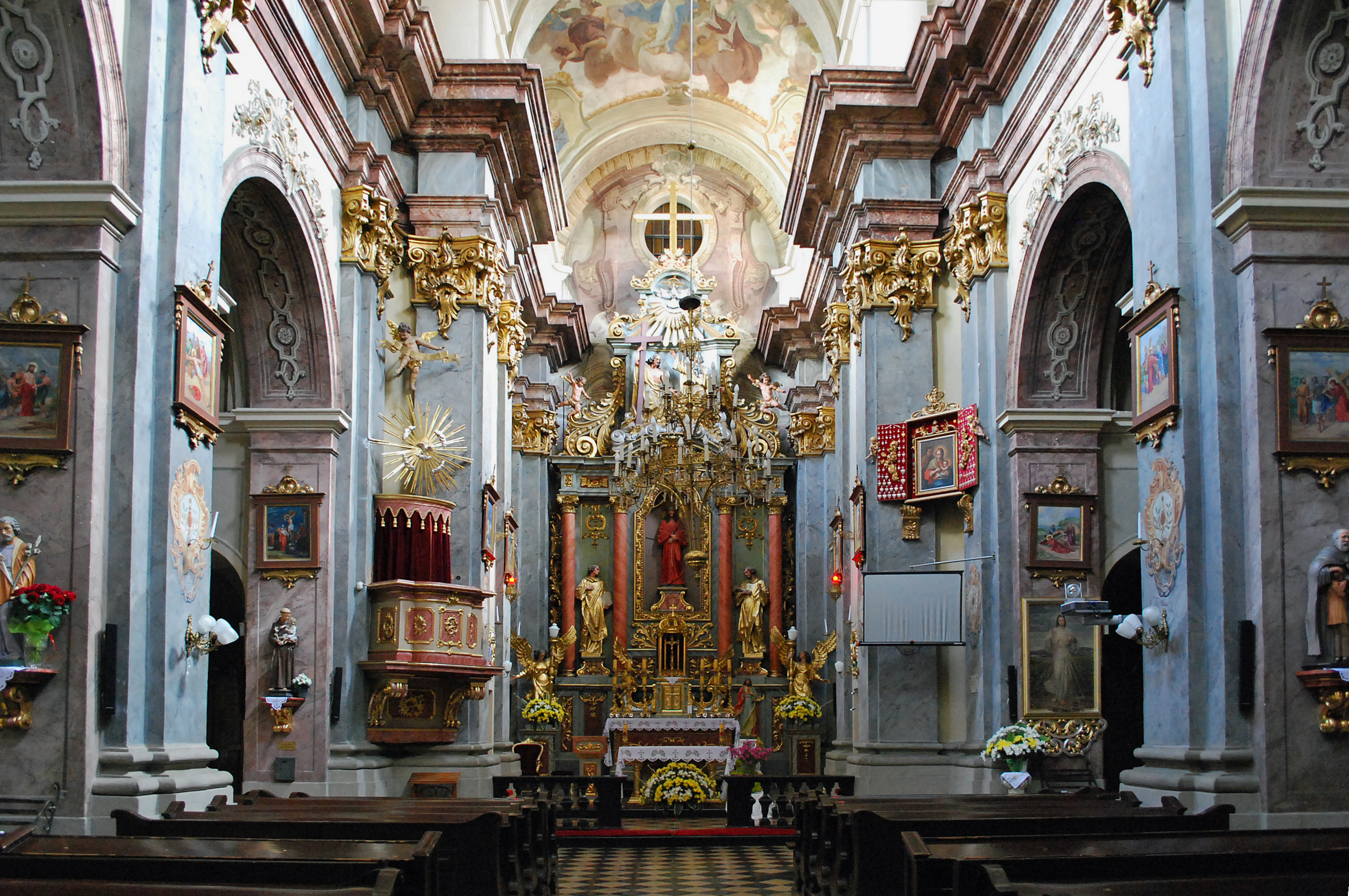
Innenraum

Die Dreifaltigkeitskirche (polnisch Kościół Świętej Trójcy) oder auch Bonifraterkirche (poln. Kościół Bonifratrów) in Krakau ist eine katholische Kirche an der ul. Krakowska 48 im Stadtteil Kazimierz südlich der Krakauer Altstadt.

## Geschichte
Bischof Jan Małachowski holte 1688 den Trinitarierorden aus Lemberg nach Krakau, wo sie zunächst in der Dominikanerkirche Unterschlupf fanden, die ebenfalls der Dreifaltigkeit geweiht ist. Mit dem Bau der Dreifaltigkeitskirche in Kazimierz fingen sie 1741 an. Die Fassade schuf im spätbarocken Stil Francesco Placidi. Die Fresken gehen auf Józef Piltz zurück. Zudem besitzt die Kirche Gemälde von Tadeusz Kuntze. Die Kirche wurde schließlich 1758 von Bischof Franciszek Podkański eingeweiht. Nach den Polnischen Teilungen hoben die Habsburger 1796 den Trinitarierorden in Krakau auf. Während der Zeit des Herzogtum Warschau übergab Friedrich August I. die Kirche den Barmherzigen Brüder vom hl. Johannes von Gott, die in Polen Bonifrater genannt werden. Die Bonifrater waren bereits seit 1609 in Krakau, ihre Altstädter Ursulakirche wurde jedoch im gleichen Jahr abgetragen.

## Nachweise
- Homepage